# Luka (Vrbovec)
Luka je naselje smješteno na istoku Zagrebačke županije, u sastavu od Grada Vrbovca. Nalazi se pokraj izlaza "Vrbovec 1" na državnoj cesti D10, čime sve više postaje urbanizirani dio grada Vrbovca. 

## Povijest
Prvi puta se spominje 1541. godine pod imenom Lug (okružena šumom) kao posjed gospoštije Vrbovec. 1857. g. pod Luku spada marof Đurišće.

## Stanovništvo
| broj stanovnika | 251   | 224   | 242   | 305   | 403   | 485   | 532   | 583   | 591   | 571   | 602   | 605   | 663   | 705   | 876   | 840   | 737   |
|                 | 1857. | 1869. | 1880. | 1890. | 1900. | 1910. | 1921. | 1931. | 1948. | 1953. | 1961. | 1971. | 1981. | 1991. | 2001. | 2011. | 2021. |

## Znamenitosti
- Crkva sv. Roka i župni dvor, zaštićeno kulturno dobro